# Johann Conrad Hillingh
Johann Conrad Hillingh (* 19. Dezember 1805 in Emden; † 24. August 1862 in Eisenach) war ein deutscher Politiker.

## Leben
Hillingh ging auf das Gymnasium in Emden und studierte im Anschluss Rechtswissenschaften in Gießen, Berlin und Göttingen. Während seines Studiums wurde er 1827 Mitglied des Corps Frisia Göttingen.
1831 wurde Hillingh Amtsauditor in Emden. 1834 war er als landwirtschaftlicher Administrator tätig. 1847 wurde er Landrat und Fideikommissbesitzer auf Marienwehr bei Emden.
Er war Mitglied der Hannoverschen Ständeversammlung, 1838 und 1842 in der Zweiten Kammer und von 1849 bis 1852 der Ersten Kammer.
Sein Bruder war der Politiker Adolf Wilhelm Hillingh.